# Thomas J. Hudson
Pour les articles homonymes, voir Hudson.
Thomas James Hudson, né le 12 juin 1961 est un scientifique canadien reconnu notamment pour son rôle important dans la génération de cartes physiques du génome de l'humain et de la souris et aussi de la Carte d'Haplotype du Génome humain.
Comme directeur du Centre d'Innovation Génome Québec et Université McGill, dont il est le fondateur, Hudson et son équipe ont fait de nombreuses découvertes, notamment de gènes mutés dans des maladies génétiques rares et aussi de gènes impliqués dans le développement de maladies complexes comme l'asthme, le diabète de type 2 et la maladie de Crohn. 
Il est, depuis juin 2006, le président et directeur scientifique du Centre de Recherche sur le Cancer de l'Ontario, situé à Toronto. Il est aussi l'éditeur-en-chef du journal Human Genetics. Thomas Hudson est marié et a cinq enfants.

## Débuts
Thomas Hudson est né à Arvida, Québec, où son père était chimiste pour la compagnie Alcan. Il a 6 sœurs incluant une sœur jumelle. Il a obtenu son diplôme de médecine en 1985 de l'Université de Montréal. Par la suite, il a été résident en médecine interne puis en immunologie et allergologie clinique, cette fois à l'Université McGill. En 1990, après une année d'étude post-doctorale au Centre universitaire de santé McGill sous la supervision des docteurs Emil Skamene et Danuta Radzioch, il est parti pour Boston au Massachusetts Institute of Technology pour des études post-doctorales avec le Dr. David Housman.
Ses travaux dans le laboratoire l'ont par la suite amené à collaborer avec Eric Lander sur le projet Génome Humain puis à diriger les efforts afin d'établir une carte physique du génome humain, soit la première étape pavant la voie à l'établissement de la séquence complète. Il a supervisé notamment une équipe d'ingénieurs, de biologistes et de programmeurs afin de construire des systèmes à haut débit pour la PCR. Le robot construit par son équipe, le "Génomatron", pouvait réaliser jusqu'à 300 000 réactions de PCR par jour. Son équipe a également fait partie d'un projet international afin de construire une carte de transcription du génome humain. En 1996, son équipe avait cartographié plus de 10 000 gènes. En 1995, Hudson a été nommé assistant directeur du Centre de Génomique de l'institut Whitehead et du MIT, une position qu'il a conservée jusqu'en 2001.

## Centre génomique de Montréal
En 1996, Hudson s'est installé à Montréal et a fondé le Centre génomique de Montréal. En 2003, Hudson a déménagé son équipe dans un nouvel édifice sur le campus de l'Université McGill, maintenant appelé le Centre d'Innovation Génome Québec et Université McGill. Le Centre permet la recherche de pointe dans les domaines de la génomique et de la protéomique et offre des services de séquençage, de génotypage, de puces à ADN, de spectrométrie de masse et de technologies de l'information à la communauté scientifique canadienne et internationale. En 2006, plus de quatre cents laboratoires académiques ainsi que plus d'une douzaine de compagnies privées en biotechnologies avaient utilisé les services de ce centre.

Jusqu'en 2006, le Dr. Hudson était un professeur dans les départements de Génétique Humaine et de Médecine à l'Université McGill et pratiquait aussi la médecine au Centre universitaire de santé McGill (Division d'Immunologie et Allergologie). Le sujet principal des travaux du Dr. Hudson concerne la génétique des maladies complexes. Ses plus importantes découvertes incluent l'identification de gènes impliqués dans le développement du diabète de type 2, de la susceptibilité a la lèpre, de la sclérose en plaques, de l'asthme et de la maladie de Crohn. Aussi, son équipe a identifié plusieurs gènes responsables de maladies rares, comme l'ataxie spastique de Charlevoix-Saguenay et le syndrome de Leigh type Canadien-français (aussi connue sous le nom d'acidose lactique), qui affectent plusieurs familles au Saguenay, région dont il est natif.
Une de ses publications sur la maladie de Crohn en 2001 a été le catalyseur qui a démarré le projet International de la Carte d'Haplotype. Plus de 200 chercheurs de six pays différents ont participé à ce projet, incluant Hudson et son équipe. La carte HapMap, qui a été complétée en octobre 2005, est un catalogue des variations génétiques (appelés polymorphisme nucléotidique) et aidera les chercheurs à découvrir comment celles-ci sont associées avec le risque de développer des maladies complexes.

## Leadership au Canada
Hudson a occupé des postes importants au sein de plusieurs organisations nationales. Notamment, il a été directeur adjoint du Réseau Canadien de Maladies Génétiques (CGDN) de 2001 à 2005. Aussi, il a été l'un des acteurs importants dans la création des organismes de financement de la recherche Génome Canada et Génome Québec, dont il a été le premier directeur scientifique en 2002. De plus, il a fait partie du Conseil Scientifique de plusieurs organisations publiques et de compagnies privées.

## Nouveaux horizons
En juin 2006, Hudson a annoncé qu'il quittait Montréal pour diriger le nouveau Centre de Recherche sur le Cancer de l'Ontario situé à Toronto, où ses travaux porteront sur la génomique du cancer. Jusqu'à ce que successeur soit annoncé, Hudson va demeurer le directeur scientifique du Centre d'Innovation Génome Québec et Université McGill.

## Prix et honneurs
Les réalisations de Thomas Hudson ont été récompensés par plusieurs prix et honneurs :
- En 1998, il a été récipiendaire du prix "Canada's Top 40 Under 40"
- En 2000, il a reçu le prix du Scientifique de l'année par Société Radio-Canada
- En 2001, il a reçu le prix "Robert H. Haynes Young Scientist Award" par la Société de Génétique du Canada
- En 2002, il a reçu une bourse de clinicien-chercheur du fonds Burroughs-Wellcome
- En 2005, il a été choisi comme étant la personne ayant apporté la plus grande contribution à la santé par les lecteurs du magazine Maclean's.
- En 2006, il a été élu à la Société royale du Canada
- En 2013, il a été nommé Officier de l'Ordre du Canada [3]